# 世にも奇妙な物語 夏の特別編 (2023年)
『世にも奇妙な物語 夏の特別編』（よにもきみょうなものがたり なつのとくべつへん）は、2023年6月17日（土曜日）21:00 - 23:10にフジテレビ系「土曜プレミアム」枠で放送された『世にも奇妙な物語』の特別編。

## お姫様クラブ

### あらすじ
平凡な主婦・南美の家に突然、比目野という男が来訪する。彼は南美が子供の頃に参加した、ドレスを着た豪華な舞踏会を定期的に開催している「お姫様クラブ」への招待状を、娘の真弓に持ってきたということだった。一生の思い出になるからと、南美は真弓を「お姫様クラブ」へと連れて行くが、娘はあまり乗り気ではない。そして、王子様とのダンス中に転んでしまった真弓を見て、南美は自分こそがお姫様に相応しいと強く思い込むようになっていく。

### 出演者
- 遠藤南美 - 鈴木保奈美[2]（10歳時：今城雨翰）
- 遠藤良平 - 奥田達士[3]
- 水谷聡太 - 栗原類[3]
- 遠藤真弓 - 新津ちせ[3]
- 比目野明星 - 松尾貴史[3]
- スタッフ - 阿部翔平
- 須田優子 - 咲木春乃
- 織田秀作 - 橋本直也
- ナイトA - 楚南勇真
- 王子様 - 楚南勇真
- 優梨奈姫 - 福島らん
- 店内放送の声 - 竹林文雄
- 女親族 - 瀧マキ
- 保護者A - 松浦衣里
- 保護者B - 仙波恵理

### スタッフ
- 原作 - 曽祢まさこ『お姫様クラブ』（ぶんか社コミックス刊）[3]
- 脚本 - 荻安理紗[3]
- 演出 - 小林義則[3]
- ナレーター - 大山真絵子

## 小林家ワンダーランド

### あらすじ
ある休日。流れていたテレビ番組の特集で、自宅が近日オープン予定のテーマパーク「小林家ワンダーランド」として取り上げられていることに驚く主人公・達也。聞けば父親が会社をクビになり、借金を返済するための手だというのだ。会社を辞めて自分たちに協力してほしいと言う家族に、出来るわけないと呆れる主人公。しかし、職場の憧れの先輩がテーマパーク好きで、小林家ワンダーランドにも行くつもりであることを知り、アピールのチャンスと考えて家族への協力を決意。パクリ感とショボさが漂うアトラクションに不安を覚える主人公だったが、オープンしてみれば思いのほか好評。先輩からも好感触を得られ、順調に思われたが、近所に新たなテーマパークがオープンしたことから小林家に暗雲が垂れ込めていく。

### 出演者
- 小林達也 - 中川大志[4]（幼少期：村上秋峨）
- 小林康浩 - 田口浩正（テンション）[4]
- 小林洋子 - 三石琴乃[4]
- 高瀬美雪 - 篠崎愛[4]
- 小林彩音 - 松崎未夢[4]（幼少期：小島叶誉）
- 岸田昌孝 - 中野剛
- 客1 - 南龍和
- 客2 - 神林泰成
- 客3 - 小川涼
- 客4 - 西川風花
- リポーター - 岸本理沙（フジテレビアナウンサー）
- ナレーター - 木村匡也

### スタッフ
- 脚本 - 大久保ともみ[5]
- 演出 - 淵上正人[5]

## 視線

### あらすじ
主人公・杏奈が大学の講義を受けていると、教室にいる全ての人間の視線が自分に向いていることに気付く。不気味さを感じて教室を出るが、通行人も全員、自分に視線を向けてくる。見るのを止めるよう訴えるが、相手は別に見ていないという返事。唯一自分から目をそらした男子学生・琢磨を捕まえて話を聞くと、最近購入した目薬の効用であることを知る。目薬を差してから3時間は、同じ目薬を差した者以外の人間が、自分を見ている錯覚に陥るのだという。

### 出演者
- 新谷杏奈 - 池田エライザ[1]（8歳時：沖田絃乃）
- 城琢磨 - 醍醐虎汰朗[1]
- 新谷さよ子 - 宮村優子[1]
- メグミ - 大田路
- 新谷香織 - 川田秋妃
- 友達の母A - 志村彩佳
- 友達の母B - 羊華
- 女優 - 奏羽茜
- 学生A - 吉開一生
- 学生B - 薮内大河
- 学生C - 中村斗哉
- 学生D - 新山航希
- 母親 - 成澤優子
- 幼児 - 菅野蒼
- 女子高生 - 設楽もね
- 電話の声 - 竹田茂生

### スタッフ
- 脚本 - エバラコウキ[1]
- 演出 - 松木創[1]

## 虹

### あらすじ
虹を撮影しようとカメラのファインダーを覗いたときに、セーラー服の少女が映り込んでいるのを見つける主人公。しかし、実際には少女はおらず、カメラ越しにしか少女は存在しない。カメラの中の少女が歩き出すのについていく主人公だったが、虹が消えると共に、カメラの中からも少女は消えてしまう。後日、もう一度虹と共にカメラの中に現れた少女を追いかける主人公。川岸までたどり着いたが、そこで少女は手を振り消えてしまう。カメラから視線を外すと、そこには花束を抱えた一人の女性が立っていた。

### 出演者
- 南條拓也（25歳時） - 西畑大吾（なにわ男子）[6]（75歳時：奥田瑛二[7]）
- 川上七美/川上愛美 - 井頭愛海[6]

### スタッフ
- 脚本 - 町田一則[7]
- 演出 - 土方政人[7]

## ストーリーテラー

### 出演者
- 誘導係 - 中川大志
- 通行人 - あの

### スタッフ
- 脚本 - 嶋田うれ葉
- 演出 - 松木創